# Penitenciária de Tremembé
A Penitenciária de Tremembé é, na verdade, um complexo penitenciário que comporta penitenciárias femininas e masculinas. Está localizada no município de Tremembé, estado de São Paulo, e é conhecida por abrigar presas e presos famosos de todo Brasil, como Suzane von Richthofen a Alexandre Nardoni, ela mentora do assassinato dos pais e ele um dos assassinos da própria filha.  
"Tremembé receber presos considerados 'famosos' não é coincidência. O padrão é adotado há muitos anos pela Secretaria da Administração Penitenciária (SAP) e visa garantir a segurança e a privacidade dos internos", reportou o G1 em dezembro de 2023. 

## Penitenciárias

### Penitenciárias Femininas
O complexo tem duas unidades para mulheres, a Penitenciária Feminina I Santa Maria Eufrásia Pelletier e a Penitenciária Feminina II, com capacidade para receber, respectivamente, 373 e 724 condenadas. 
Entre as presas famosas, a Penitenciária Feminina I recebeu Suzane Richthofen e Elize Matsunaga. 

### Penitenciária II de Tremembé
A Penitenciária II de Tremembé é também chamada Doutor José Augusto César Salgado, e é conhecida por abrigar criminosos do sexo masculino considerados "famosos", entre eles o estuprador e ex-médico Roger Abdelmassih e o ex-jogador Robinho, condenado por estupro na Itália. 
Leia o artigo: Penitenciária II de Tremembé

## Prisão dos famosos
Segundo o G1, não há diferença no tratamento dado a presos em Tremembé em relação a outras unidades prisionais do estado, mas a Penitenciária II e a I Feminina não abrigam alguns tipos de criminosos, como líderes de facções, recebendo condenados por outros tipos de crimes. 
A Penitenciária II de Tremembé acabou sendo escolhida para receber criminosos masculinos envolvidos em crimes famosos após o Massacre no Carandiru, temendo-se que outras prisões, a exemplo da Penitenciária do Carandiru, não fossem seguras para alguns tipos de presos. 

### Presos famosos
| Mulheres                                                                             | Homens |
| ------------------------------------------------------------------------------------ | --- |
| Suzane von Richthofen                                                                | Mateus da Costa Meira, assassino em massa                                                                                 |
| Anna Carolina Jatobá, esposa de Alexandre Nardoni, que matou a filha Isabela Nardoni | Daniel e Christian Cravinhos, comparsas de Suzane von Richthofe                                                           |
| Elize Matsunaga, assassina do marido, dono da Yoki                                   | Alexandre Nardoni |
|                                                                                      | Marcos Valério, envolvido no escândalo do mensalão                                                                        |
|                                                                                      | Limdemberg Alves Fernandes, assassino de Eloá Cristina                                                                    |
|                                                                                      | Roger Abdelmassih, estuprador em série                                                                                    |
|                                                                                      | Antônio Pimenta Neves, assassino da ex-namorada                                                                           |
|                                                                                      | Francisco de Assis Pereira, o serial killer conhecido como Maníaco do Parque                                              |
|                                                                                      | Gil Rugai, assassino do pai e da madrasta                                                                                 |
|                                                                                      | Robinho, ex-jogador de futebol condenado por estupro na Itália                                                            |
|                                                                                      | Thiago Brennand, um agressor em série de mulhere                                                                          |
|                                                                                      | Ronnie Lessa, assassino de Marielle Franco                                                                                |
|                                                                                      | Walter Delgatti Neto, hacker que trabalhou com Carla Zambelli na invasão do sistema do Conselho Nacional de Justiça (CNJ) |